# P. Ramlee
Tan Sri P. Ramlee (1929-1973) de son vrai nom Teuku Zakaria Teuku Nyak Puteh, est un acteur, chanteur, réalisateur, musicien et compositeur célèbre en Malaisie. Parmi les films célèbres dirigés par P. Ramlee, on trouve Ibu Mertua-ku, Sumpah Orang Minyak, Antara Dua Darjat, Juwita, Penarek Becha, Gelora, Madu Tiga, et Ali Baba Bujang Lapok. En 2010, CNN l'a désigné comme l'un des "25 plus grands acteurs asiatiques de tous les temps".
Sa troisième épouse, Saloma, a également une énorme influence dans l'industrie musicale.

## Biographie

### Jeunesse
Il est né à Penang en Malaisie, le 22 mars 1929,. Fils de Teuku Nyak Puteh Teuku Kari (1902-1955) et de Che Mah Hussein (1904-1967). Son père est originaire de Lhokseumawe, Aceh et s’est marié à Che Mah Hussein en 1925 à Buaya Kubang, Butterworth,,. P. Ramlee avait également un demi-frère, Cheikh Ali, de la même mère.
Il a reçu sa première éducation à l’école malaise de Kampung Java, puis à l’école Francis Light. Par la suite, il continue ses études à la Penang Free School jusqu'au déclenchement de la Seconde Guerre mondiale. Durant l'occupation militaire japonaise en Malaisie, il étudie à l'École de la marine japonaise avant de retourner à la Penang Free School une fois la guerre terminée.

### Début de carrière
Il joue d’abord de l’ukulélé avant de se tourner vers la guitare et le violon, qu’il apprend sous la direction de M. Kamaruddin (le chef de la fanfare de la Penang Free School). Il rejoint ensuite l’orchestre Teruna Sekampung et plus tard l’Evening Star Rays. Il sort gagnant d’un concours radiophonique organisé par Radio Penang en 1947 et est nommé Bintang Penyanyi Utama Malaya (Le meilleur chanteur de Malaya),. Il avait obtenu la troisième place à ce même concours en 1945 et la seconde en 1946. Pour ce concours, il utilise la lettre "P" (pour Puteh) au début de son nom et choisit de conserver le pseudonyme P. Ramlee jusqu’à la fin de sa vie. C’est pendant une performance au Salon Malais de l’Agriculture de Butterworth que le réalisateur B.S. Rajhans, des studios de cinéma singapourien Malay Film Productions, le remarque et l’invite à auditionner pour le studio,. Au matin de l’Aïd el-Fitr, le 8 aout 1948, il prend le train pour Singapour où il s’installe définitivement.

### Carrière avec le studio Malay Film Productions

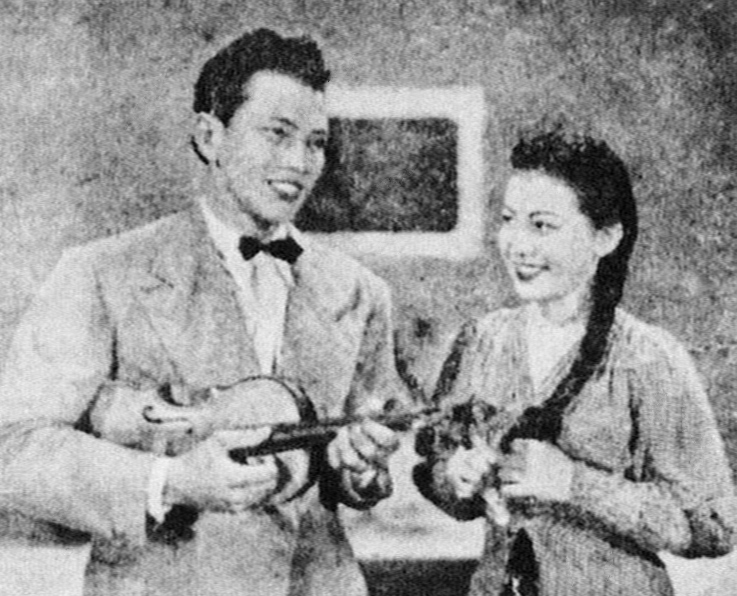
P. Ramlee et l'actrice Kasma Booty, 1950

Après une audition réussie, P. Ramlee rejoint le studio situé à Jalan Ampas. Il débute, comme second rôle, dans le film Chinta en 1948. Il y joue un méchant et chante pour la première fois à l’écran. Très remarqué dès ce premier film, il enchaîne ensuite avec des premiers rôles pour enfin réaliser son premier film en 1955, Penarek Becha. Par la suite, il sera le propre metteur en scène, scénariste, compositeur et chanteur de ses films. Il doublera même la plupart des acteurs chantants dans ses réalisations.

### Carrière avec le studio Merdeka Film Productions
Découragé par les grèves des syndicats du film à Singapour, qui l'empêchent de réaliser son premier film en couleurs, l’acteur-réalisateur décide de quitter le pays pour rentrer en Malaisie, où un nouveau studio est créé, Merdeka Film Productions. Il retourne à Kuala Lumpur le 16 avril 1964, et réalise 'Sitora Harimau Jadian' (L’homme-tigre), qui sera un échec au box-office. Malgré plusieurs tentatives de films et un grand retour à la comédie, il ne rencontre pas le succès de ses films passés. Son contrat avec EMI Singapour ne sera d’ailleurs pas renouvelé en 1968, ses disques ne se vendant plus.
Le mardi 29 mai 1973, P. Ramlee est victime d'une crise cardiaque. Il mourra sur le chemin de l’hôpital de Kuala Lumpur à 5h30, à l'âge de 44 ans,. Il est enterré au cimetière musulman de Jalan Ampang à Kuala Lumpur.

## Filmographie
1. Abu Hassan Penchuri (1955)
2. Ahmad Albab (1968)
3. Ali Baba Bujang Lapok (1961)
4. Aloha (1950)
5. Anak Bapak (1968)
6. Anak-ku Sazali (1956)
7. Anjoran Nasib (1952)
8. Antara Dua Darjat (1960)
9. Antara Senyum Dan Tangis (1952)
10. Bakti (1950)
11. Bujang Lapok (1957)
12. Bukan Salah Ibu Mengandung' (1969)
13. Chinta (1948)
14. Dajal Suchi (1965)
15. Di Belakang Tabir (1969)
16. Do Re Mi (1966)
17. Doktor Rushdi (1970)
18. Enam Jahanam (1969)
19. Gelora (1970)
20. Gerimis (1968)
21. Hang Tuah (1956)
22. Hujan Panas (1953)
23. Ibu / Mother (1953)
24. Ibu Mertua-ku (1962)
25. Jangan Tinggal Daku (1971)
26. Juwita (1951)
27. Kanchan Tirana (1969)
28. Keluarga 69 (1967)
29. Labu Dan Labi (1962)
30. Laksamana Do Re Mi (1972)
31. Love Parade (1963)
32. Madu Tiga (1964)
33. Masam Masam Manis (1965)
34. Melanchong Ke Tokyo (1964)
35. Merana (1954)
36. Miskin (1952)
37. Musang Berjanggut (1959)
38. Nasib (1949)
39. Nasib Do Re Mi (1966)
40. Nasib Si Labu Labi (1963)
41. Nilam (1949)
42. Noor Asmara (1949)
43. Nujum Pak Belalang (1959)
44. Pancha Delima (1957)
45. Panggilan Pulau (1954)
46. Patah Hati (1952)
47. Penarek Becha (1955)
48. Pendekar Bujang Lapok (1959)
49. Penghidupan (1951)
50. Perjodohan (1954)
51. Putus Harapan (1953)
52. Putus Sudah Kaseh Sayang (1971)
53. Rachun Dunia (1950)
54. Ragam P Ramlee & Damaq (1964)
55. Sabarudin Tukang Kasut (1966)
56. Se Merah Padi (1956)
57. Sedarah (1952)
58. Sejoli (1951)
59. Seniman Bujang Lapok (1961)
60. Sergeant Hassan (1958)
61. Sesudah Suboh (1967)
62. Siapa Salah (1953)
63. Sitora Harimau Jadian (1964)
64. Sumpah Orang Minyak (1958)
65. Takdir Illahi (1950)
66. Tiga Abdul (1964)